# Jerome Arthur Pechillo
Jerome Arthur Pechillo TOR (* 16. Mai 1919 in Brooklyn; † 1. Januar 1991 in Jersey City, New Jersey) war ein US-amerikanischer römisch-katholischer Ordensgeistlicher und Weihbischof in Newark.

## Leben
Jerome Arthur Pechillo trat der Ordensgemeinschaft der Regulierten Franziskaner-Terziaren bei. Er studierte Philosophie und Katholische Theologie an der Katholischen Universität von Amerika. Am 10. Juni 1947 empfing Pechillo durch den Weihbischof in Baltimore-Washington, John Michael McNamara, das Sakrament der Priesterweihe. Anschließend war er am Kleinen Seminar seiner Ordensgemeinschaft in Hollidaysburg tätig.
Am 10. September 1961 bestellte ihn Papst Johannes XXIII. zum ersten Prälaten von Coronel Oviedo in Paraguay. Papst Paul VI. ernannte ihn am 20. Oktober 1965 zudem zum Titularbischof von Nova Sparsa. Der Bischof von Altoona-Johnstown, Joseph Carroll McCormick, spendete ihm am 25. Januar 1966 die Bischofsweihe; Mitkonsekratoren waren der Bischof von Steubenville, John Anthony King Mussio, und der Weihbischof in Brooklyn, John Joseph Boardman. Jerome Arthur Pechillo wählte den Wahlspruch Under Mary’s protection („Unter dem Schutz Mariens“). Er nahm an der ersten, zweiten und vierten Sitzungsperiode des Zweiten Vatikanischen Konzils teil.
Papst Paul VI. ernannte ihn am 6. März 1976 zum Weihbischof in Newark. Als Weihbischof war Jerome Arthur Pechillo zudem Bischofsvikar für die Region Hudson County. Ferner wirkte er als Seelsorger in der Pfarrei St. Aloysius in Jersey City und als Schatzmeister des Northeast Catholic Pastoral Center of Hispanics. In der Bischofskonferenz der Vereinigten Staaten gehörte Pechillo der Kommission für Lateinamerika an.